# Tour du Limousin 2018
Il Tour du Limousin 2018, cinquantunesima edizione della corsa, si svolse dal 15 al 18 agosto 2018 su un percorso di 703 km ripartiti in 4 tappe, con partenza da Saint-Just-le-Martel e arrivo a Limoges. Fu vinto dal francese Nicolas Edet della Cofidis davanti all'italiano Marco Canola e al francese Anthony Roux.

## Tappe
| Tappa  | Data      | Percorso                                           | km    | Vincitore di tappa | Leader cl. generale |
| ------ | --------- | -------------------------------------------------- | ----- | ------------------ | ------------------- |
| 1ª     | 15 agosto | Saint-Just-le-Martel > Bonnat                      | 172,7 | Anthony Roux       | Anthony Roux        |
| 2ª     | 16 agosto | Base Départementale de Rouffiac > Coteau de Grèzes | 176,7 | Luca Wackermann    | Anthony Roux        |
| 3ª     | 17 agosto | Egletons > Uzerche                                 | 190,1 | Nicolas Edet       | Nicolas Edet        |
| 4ª     | 18 agosto | Bellac > Limoges                                   | 163,2 | Lorrenzo Manzin    | Nicolas Edet        |
| Totale | Totale    | Totale                                             | 703   |                    |                     |

## Dettagli delle tappe

### 1ª tappa
- 15 agosto: Saint-Just-le-Martel > Bonnat – 172,7 km

| Pos. | Corridore         | Squadra | Tempo    |
| ---- | ----------------- | ------- | -------- |
| 1    | Anthony Roux      | FDJ     | 4h24'46" |
| 2    | Francesco Gavazzi | Androni | s.t.     |
| 3    | Jeroen Meijers    | Roompot | s.t.     |

| Pos. | Corridore         | Squadra | Tempo    |
| ---- | ----------------- | ------- | -------- |
| 1    | Anthony Roux      | FDJ     | 4h24'36" |
| 2    | Francesco Gavazzi | Androni | a 2"     |
| 3    | Jeroen Meijers    | Roompot | a 6"     |

### 2ª tappa
- 16 agosto: Base Départementale de Rouffiac > Coteau de Grèzes – 176,7 km

| Pos. | Corridore       | Squadra  | Tempo    |
| ---- | --------------- | -------- | -------- |
| 1    | Luca Wackermann | Bardiani | 4h34'41" |
| 2    | Marco Canola    | Nippo    | a 7"     |
| 3    | Elie Gesbert    | Fortuneo | s.t.     |

| Pos. | Corridore       | Squadra  | Tempo    |
| ---- | --------------- | -------- | -------- |
| 1    | Anthony Roux    | FDJ      | 8h59'24" |
| 2    | Luca Wackermann | Bardiani | s.t.     |
| 3    | Marco Canola    | Nippo    | a 1"     |

### 3ª tappa
- 17 agosto: Egletons > Uzerche – 190,1 km

| Pos. | Corridore        | Squadra    | Tempo    |
| ---- | ---------------- | ---------- | -------- |
| 1    | Nicolas Edet     | Cofidis    | 4h45'58" |
| 2    | Davide Ballerini | Androni    | s.t.     |
| 3    | Fabien Grellier  | Direct Én. | s.t.     |

| Pos. | Corridore    | Squadra | Tempo     |
| ---- | ------------ | ------- | --------- |
| 1    | Nicolas Edet | Cofidis | 13h45'27" |
| 2    | Marco Canola | Nippo   | a 10"     |
| 3    | Anthony Roux | FDJ     | a 12"     |

### 4ª tappa
- 18 agosto: Bellac > Limoges – 163,2 km

| Pos. | Corridore       | Squadra     | Tempo    |
| ---- | --------------- | ----------- | -------- |
| 1    | Lorrenzo Manzin | Vital Conc. | 3h50'45" |
| 2    | Marco Canola    | Nippo       | s.t.     |
| 3    | Anthony Roux    | FDJ         | s.t.     |

| Pos. | Corridore    | Squadra | Tempo     |
| ---- | ------------ | ------- | --------- |
| 1    | Nicolas Edet | Cofidis | 17h36'12" |
| 2    | Marco Canola | Nippo   | a 4"      |
| 3    | Anthony Roux | FDJ     | a 8"      |

## Classifiche finali

### Classifica generale
| Pos. | Corridore         | Squadra    | Tempo     |
| ---- | ----------------- | ---------- | --------- |
| 1    | Nicolas Edet      | Cofidis    | 17h36'12" |
| 2    | Marco Canola      | Nippo      | a 4"      |
| 3    | Anthony Roux      | FDJ        | a 8"      |
| 4    | Luca Wackermann   | Bardiani   | a 12"     |
| 5    | Francesco Gavazzi | Bardiani   | a 15"     |
| 6    | Thomas Degand     | Wanty      | a 16"     |
| 7    | Romain Combaud    | Delko      | a 19"     |
| 8    | Lilian Calmejane  | Direct Én. | a 20"     |
| 9    | Eduard Prades     | Euskadi    | a 22"     |
| 10   | Elie Gesbert      | Fortuneo   | a 25"     |